# 돤웨이위
돤웨이위(段緯宇, 1955년 2월 14일 ~ )는 자유중화민국 타이완의 대학 교수 출신 정치가이다.

## 경력

### 주요 이력
중화민국 국립 타이완 대학교 겸임교수 직을 지낸 그는 1995년 9월 30일에서 1996년 1월 23일까지 자유중화민국 타이완 교통부 국가시민공익공업행정위원(1995년과 1996년 당시 현직 시절에는 아직 무소속 및 무당적) 직을 지냈으며 현재 중화민국 타이중 시의원(정당: 친민당) 직을 지내고 있다.

### 학력
- 중화민국 타이완 타이중 수더 기술전문학원
- 중화민국 타이베이 국립 타이완 사범대학교
- 중화민국 타이중 다예 대학교 대학원
- 중화민국 타이완 국립 가오슝 중산 대학교 대학원
- 중화민국 타이완 타이중 펑자 대학교 대학원